# Grace Dent
Grace Dent (née le 3 octobre 1973 à Carlisle) est une chroniqueuse, animatrice et auteure anglaise. Critique gastronomique pour The Guardian et de 2011 à 2017, elle a par ailleurs écrit une chronique gastronomique pour l'Evening Standard. Elle est une juge régulière de l'émission MasterChef anglaise de la BBC et est apparue dans la série télévisée Very British Problems de Channel 4.
Dent a écrit 11 romans pour adolescents.

## Formation
Elle a étudié la littérature anglaise à l'Université de Stirling,.

## Journalisme
Après avoir obtenu son diplôme de l'Université de Stirling, son premier emploi a été celui d'assistante éditorial pour le magazine Marie Claire à Londres.
Grace Dent a commencé à écrire pour The Guardian en 1999. Elle a écrit « World of Lather », célébrant son amour pour Coronation Street et d'autres feuilletons, pour le supplément du Guardian Guide de 2001 à 2010. De 2010 à 2012, elle a écrit « Grace Dent's TV-OD ». Elle est devenue la critique gastronomique de The Guardian en janvier 2018.

## Ouvrages publiés
Dent a écrit 11 romans. Son premier, Une affaire de filles, a été publié en 2003 en Angleterre et traduit en Français, de même que la suite de la trilogie (En route les filles et Toutes pour unes).
Elle a été présélectionnée pour le prix Queen of Teen 2008. Son premier titre de non-fiction How To Leave Twitter (My Time as Queen of the Universe and Why This Must Stop) a été publié en juillet 2011, dans sa version anglaise.
En octobre 2008, Grace Dent faisait partie du jury des prix du livre Young Minds, puis de celui du Roald Dahl Funny Prize en 2011.

## Télévision et radio
Grace Dent est une critique régulière de Masterchef en Angleterre. Elle est également apparue en tant que juge sur le Great British Menu de BBC Two. Elle a été directrice de la création pour le London Food Month l'Evening Standard (2017), qui a remporté un prix aux Event Awards 2017.